# Ядерная доктрина Пакистана
Ядерная доктрина Пакистана (именуемая также «Политика повышения возможностей» (англ. Option-enhancing Policy (OeP)), или просто: «Ядерная доктрина») — концепция военной стратегии страны, предполагающая немедленное «массированное возмездие» в случае агрессии против Пакистана. Эта доктрина основана на математических моделях (Теории игр, равновесии Нэша, теории принятия решений и других) и содержит нормы, правила и подробные инструкции для персонала, связаного с ядерным оружием Пакистана и другими стратегическими вооружениями.

## Уровни реагирования с использованием ядерного оружия
Смыслом доктрины является недопущение какого-либо военного вмешательства со стороны Индии (подобно ситуации 1971 года, которая привела к распаду Пакистана (см. Третья индо-пакистанская война)). Эксперт по Юго-Восточной Азии профессор Стивен Коэн определяет доктрину Пакистана термином «Политика повышения возможностей» (англ. Option-enhancing Policy (OeP)).
Ядерная доктрина Пакистана предусматривает различные уровни реагирования для того, чтобы удержать Индию (или любое другое государство-агрессор) от нападения, в том числе:
- Предупреждение, на государственном или неофициальном уровне[2];
- Демонстративное испытание небольшого ядерного устройства на территории Пакистана[2];
- Использование ядерного оружия на территории Пакистана против вооружённых сил Индии или другой страны-агрессора[2];
- Использование ядерного оружия против исключительно военных целей на территории Индии или другой страны-агрессора, вероятно, в малонаселенных районах, пустынях или полупустынях, с целью минимизации наносимого ущерба[2];

## Типология угроз, способных привести к применению ядерного оружия
Ядерная доктрина Пакистана формально не является частью принципа минимального сдерживания Пакистана, однако интегрирована в общие принципы обороны страны. По данным Международного института стратегических исследований, руководством Пакистана определены четыре типа угроз (порога), требующих применения ядерного оружия, о которых представители командования ядерных сил Пакистана впервые упомянули в конце 2001 года.
- Пространственный порог[3] — проникновение индийских вооруженных сил на территорию Пакистана может вызвать массированный ядерный удар со стороны Пакистана в том и только в том случае, если пакистанская армия не в силах остановить это вмешательство. Многие военные аналитики, в том числе индийские, считают, что долина Инда является одной из «красных линий», которые индийские вооружённые силы не должны пересекать, поскольку это может спровоцировать ответный ядерный удар со стороны Пакистана.
- Военный порог[3] — полное уничтожение значительной части вооруженных сил Пакистана, и, особенно ВВС Пакистана может привести к применению ядерного оружия, если Исламабад сочтёт, что возникла угроза неминуемого поражения. Этот тип угрозы является даже более важным для вооружённых сил Пакистана из-за их важной роли в поддержании политической стабильности в стране. Применение химического или биологического оружия против Пакистана также предполагает массированное возмездие.
- Экономический порог[3] — существенный урон экономике также является потенциальной угрозой для Пакистана, реакцией на которую может последовать применение ядерного оружия. В первую очередь это относится к потенциальной блокаде провинции Синд и прибрежных городов провинции Белуджистан индийскими ВМС, или захвату жизненно важных артерий, таких как Инд.
- Политический порог[3] — геостратеги, политтехнологи и специалисты по планированию Пакистана предполагают, что дестабилизация в стране (вызванная действиями Индии или иного агрессора), в случае, когда целостность страны поставлена на карту, также может быть поводом для применения ядерного оружия. Примером может быть поощрение сепаратистских движений в одной или нескольких провинциях Пакистана. (Например, см. Война за независимость Бангладеш).

В 1998 министр иностранных дел Пакистана Шамшад Ахмед отметил, что «политика Пакистана предполагает не только применение ядерного оружия в качестве ответного удара, он [Пакистан] также готов взять на себя инициативу и использовать ядерное оружие первым, чтобы противостоять индийской агрессии».